# Rhaphidophora ternatensis
Rhaphidophora ternatensis är en kallaväxtart som beskrevs av Cornelis Rugier Willem Karel van Alderwerelt van Rosenburgh. Rhaphidophora ternatensis ingår i släktet Rhaphidophora och familjen kallaväxter. Inga underarter finns listade.